# Miastko (gromada)
Miastko – dawna gromada, czyli najmniejsza jednostka podziału terytorialnego Polskiej Rzeczypospolitej Ludowej w latach 1954–1972.
Gromady, z gromadzkimi radami narodowymi (GRN) jako organami władzy najniższego stopnia na wsi, funkcjonowały od reformy reorganizującej administrację wiejską przeprowadzonej jesienią 1954 do momentu ich zniesienia z dniem 1 stycznia 1973, tym samym wypierając organizację gminną w latach 1954–1972.
Gromadę Miastko z siedzibą GRN w mieście Miastku (nie wchodzącym w jej skład) utworzono 31 grudnia 1961 w powiecie miasteckim w woj. koszalińskim z obszarów zniesionych gromad Miłocice i Lubkowo w tymże powiecie.
W 1965 roku gromadą zarządzało 27 członków gromadzkiej rady narodowej.
31 grudnia 1968 do gromady Miastko włączono obszar zniesionej gromady Dretyń (bez wsi Broczyna oraz bez obszaru gruntów leśnych położonych w północnej części gromady Dretyń) w tymże powiecie.
Gromada przetrwała do końca 1972 roku, czyli do kolejnej reformy gminnej. 1 stycznia 1973 w powiecie miasteckim utworzono gminę Miastko.